# Abanyom
Abanyom ist eine ekoide Sprache aus der Subfamilie der bantoiden Sprachen innerhalb der Niger-Kongo-Sprachfamilie.
Es wird vom Volk der Abanyom in der Region Cross River State in Nigeria gesprochen, mit insgesamt 12.500 Sprechern im Jahre 1986. Als ein Mitglied der südbantoiden Sprachgruppe ist Abanyom relativ mit den Bantusprachen verwandt. Es ist eine Tonsprache und hat ein typisches Niger-Kongo-Nominalklassensystem.